# Mary Luziny
Mary Luziny   (valor desconegut - valor desconegut) va ser una ballarina espanyola.
Nascuda en una família aristocràtica. Per contrarietats de la vida va acabar a París, on va ser deixebla d'Isadora Duncan. Va ser primera ballarina de la Gran Òpera de París, a més d'actuar al teatre Olimpia, a la mateixa ciutat. Després va viatjar per diversos països estrangers, obtenint èxits a la Casa de l'Òpera de Berlín o el Coliseum de Londres. Es va especialitzar en danses clàssiques, amb un repertori força ampli i variat. Hom afirma que el seu estil era original, pur i refinat. Val a dir que també va fer d'actriu, sota la direcció de José Tallaví i va estar després a la companyia de sarsuela de Vicente Lleó.
Centrada en la dansa, el 1917, quan sembla que ja tenia certa fama, va ser contractada pel Teatre Apolo de València durant un breu temps. Després, el 1918 va treballar com a ballarina al Teatre Lara de Madrid, on va actuar en espectacles de varietés, i on va debutar amb un espectacle de la seva creació anomenat Museum, que va tenir molt d'èxit entre el públic. El mateix any, va ser presentada al Palau de Belles Arts de Barcelona, amb motiu d'una exposició artística, i a la Sala Edison de Figueres, i al Gran Casino del Sardinero de Santander. El 1919 va tornar a Madrid i va actuar al Teatre Apolo. L'any següent va actuar al Teatre Eldorado de Barcelona, i el 1923 a diversos teatres a Santiago i Lugo. El mateix any a Galícia, en el context d'una exposició artística, va conferenciar sobre el tema de la dansa al llarg del temps. El 1925 va actuar al Teatre Moderno de Salamanca.